# Norberto Retamar
Pedro Norberto Retamar (Paraná, Provincia de Entre Ríos, Argentina, 25 de mayo de 1964) es un exfutbolista argentino que desarrolló su carrera deportiva en Argentina y Chile. Actualmente es director técnico.

## Trayectoria
Norberto Retamar se desempeñó como mediocampista, debutó en la Primera del Club Atlético Patronato de su ciudad natal Paraná a los 16 años, luego estuvo cinco años en el Club Atlético Paraná y uno en Belgrano de Paraná, todos de la Liga Paranaense de Fútbol.
En 1998 arriba a Chile para jugar por Deportes Concepción y luego por O'Higgins de Rancagua por tres temporadas, con el club rancagüino hizo muy buenas campañas y estuvo a un paso de clasificar a Copa Libertadores en las Liguilla de 1990 y 1991.
En 1992 firma por Cobreloa y en su primera temporada en el club minero se corona campeón de Primera División, cuadro dirigido por José Sulantay y en el cual destacaban entre otros Héctor Puebla, Fernando Cornejo, Juan Covarrubias y Marco Antonio Figueroa.
Finalizó su periplo por Chile jugando en Everton de Viña del Mar en 1995 y nuevamente en O'Higgins en 1996.
En 1997 luego de nueve temporadas en el fútbol chileno vuelve a su natal Argentina al Club Atlético Patronato en la Primera B Nacional.

## Clubes
| Club                 | País      | Año       |
| -------------------- | --------- | --------- |
| Patronato            | Argentina | 1980      |
| Club Atlético Paraná | Argentina | 1981-1986 |
| Belgrano de Paraná   | Argentina | 1987      |
| Deportes Concepción  | Chile     | 1988      |
| O'Higgins            | Chile     | 1989-1991 |
| Cobreloa             | Chile     | 1992-1994 |
| Everton              | Chile     | 1995      |
| O'Higgins            | Chile     | 1996      |
| Patronato            | Argentina | 1997-1998 |
| Deportivo Paraguayo  | Argentina | 1999-2001 |

## Palmarés
| Título           | Club     | País  | Año  |
| ---------------- | -------- | ----- | ---- |
| Primera División | Cobreloa | Chile | 1992 |